# Det stora tågrånet (bok)
Det stora tågrånet är en debattbok från 2011 av Mikael Nyberg, utgiven av Karneval förlag. Boken handlar främst om avregleringen och privatiseringen av järnvägen i Sverige, med stark kritik av hur vad man ser som splittringen av en sammanhållen verksamhet lett till ett, som man menar, fragmentiserat lapptäcke av olika aktörer utan samordning och ansvar.[källa behövs]
Boken har recenserats av bland andra Aftonbladet, Dagens Nyheter och Svenska Dagbladet; vidare gjordes 2013 en halvtimmeslång presentation i URs programserie "En bok, en författare".